# Josip Rendulić
Josip (Joe) Rendulić (Foča, prosinca 1890. – Pando kod Montevidea, 1970.) bio je hrvatski svjetski putnik i putopisac.

## Životopis
Rodio se je u Foči 1890. godine. Putovao je po svijetu, obišavši Ameriku, Australiju, Egipat, Indiju i Perziju. Sudjelovao je u Meksičkoj revoluciji, a u prvom svjetskom ratu bio je borac na solunskom bojištu. Poslije rata vratio se je u Hrvatsku gdje je pisao za dnevne listove. Napisao je roman Otmica kapetana Sindbada.